# Donell Jones
Donell Jones (nacido el 21 de mayo de 1973 en Chicago, Illinois) es un cantante tenor de R&B firmado por LaFace Records.

## Biografía
Jones comenzó su carrera componiendo y produciendo para artistas como Usher ("Think Of You"), 702 ("Get It Together"), Brownstone, Silk Usher ("Think Of You"), 702 ("Get It Together"), Brownstone, Silk y otros varios. En 1996, Jones dio comienzo a su propia carrera grabando el exitazo "U Know What's Up" con Lisa Lopes, tema que estuvo en lo más alto de la lista Hot R&B/Hip-Hop Singles & Tracks de Billboard, y alcanzó la posición #7 en Billboard Hot 100 y la #1 en la lista de singles del Reino Unido.
Jones, también notable por su sencillo "You Know That I Love You" de 2002 y por su versión del "Knocks Me Off My Feet" de Stevie Wonder, ha mantenido la popularidad en el mercado del R&B, pero aún es relativamente poco conocido en el mainstream.
Su último álbum, Journey Of A Gemini, fue lanzado el 20 de junio de 2006 por LaFace/Jive. El primer sencillo es "Better Start Talking" con Jermaine Dupri, mientras que el segundo será "I'm Gonna Be" producido por el equipo Tim & Bob.

## Discografía

### Álbumes
- My Heart (1996) #180 US
- Where I Wanna Be (1999) #35 US
- Life Goes On (2002) #2 US
- Journey Of A Gemini (2006)

### Sencillos
| Año  | Canción                                      | Posiciones en lista | Posiciones en lista | Álbum               |
| Año  | Canción                                      | US Hot 100          | UK Singles Chart    | Álbum               |
| ---- | -------------------------------------------- | ------------------- | ------------------- | ------------------- |
| 1996 | "In The Hood"                                | #79                 | -                   | My Heart            |
| 1996 | "Knocks Me Off My Feet"                      | #49                 | #58                 | My Heart            |
| 1999 | "U Know What's Up" (con Lisa Left Eye Lopes) | #7                  | #2                  | Where I Wanna Be    |
| 1999 | "Shorty (Got Her Eyes On Me)"                | -                   | #19                 | Where I Wanna Be    |
| 2000 | "This Luv"                                   | -                   | -                   | Where I Wanna Be    |
| 2000 | "Where I Wanna Be"                           | #29                 | -                   | Where I Wanna Be    |
| 2002 | "You Know That I Love You"                   | #56                 | #41                 | Life Goes On        |
| 2002 | "Put Me Down" (con Styles P)                 | -                   | -                   | Life Goes On        |
| 2006 | "Better Start Talking" (con Jermaine Dupri)  | -                   | -                   | Journey of a Gemini |
| 2006 | "I'm Gonna Be (con The Clipse)"              |                     | -                   | Journey of a Gemini |